# スットゥング

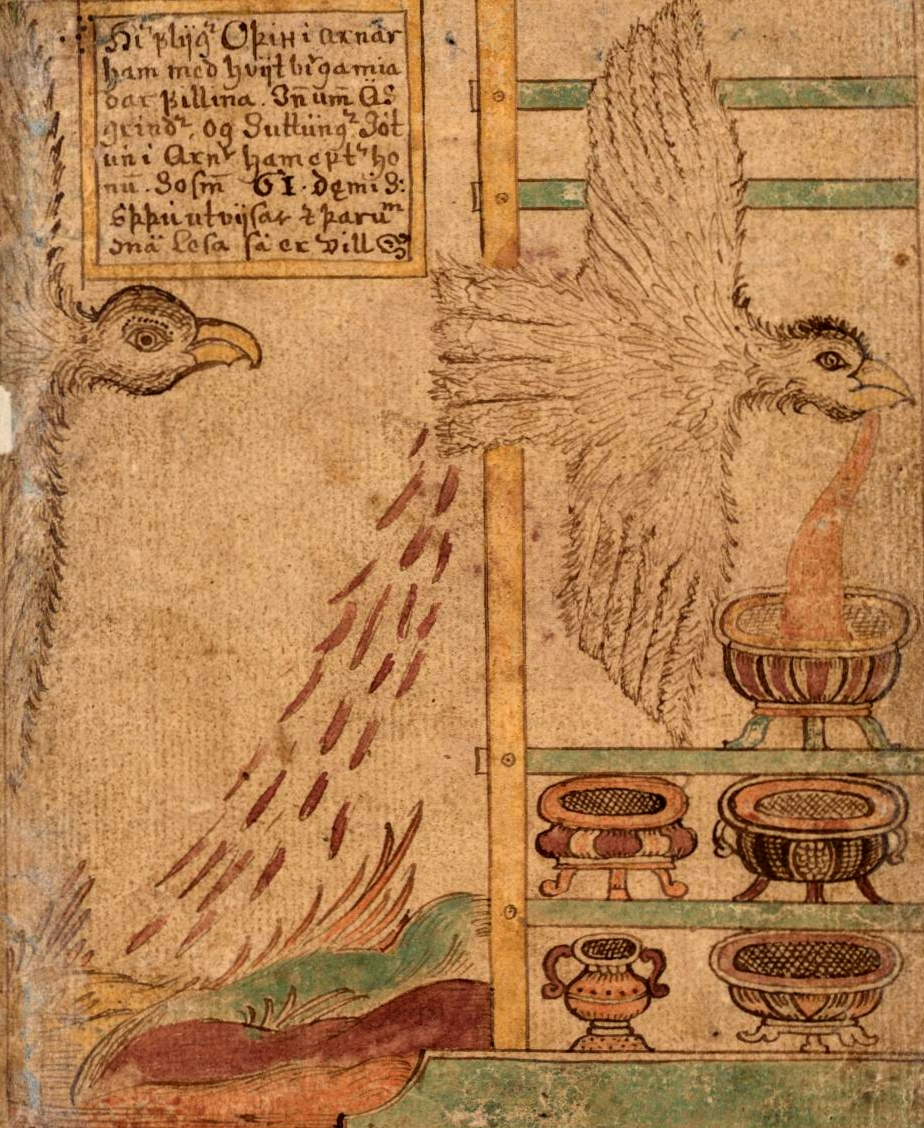
スットゥングによって追われ、オーディンは詩の蜜酒をいくつかの壺に吐き出した。そのいくらかがはからずも向こう側にこぼれている。18世紀のアイスランド人画家Jakob Sigurðssonによる、写本『SÁM 66』の挿絵。

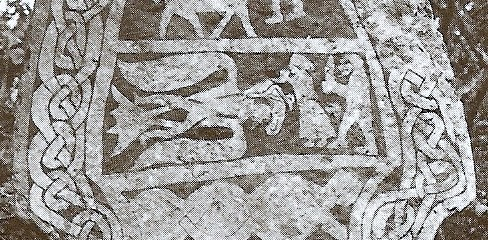
ゴットランド島のイメージ・ストーン(en) Hammars (III)には、鷲の姿のオーディンが取ってくる様子（鷲のあごひげに注目）、グンロズ（詩の蜜酒をつかんでいる）、スットゥングの描写が残っている。

北欧神話において、スットゥング（古ノルド語: Suttungr）は霜の巨人である。ドワーフの兄弟フィアラルとガラールによって（スットゥングの母と共に）殺されることとなるギリングの息子にあたる。
彼は『スノッリのエッダ』第二部『詩語法』に登場する。

## 神話
スットゥングの父、ギリングはドワーフの兄弟フィアラルとガラールに海へと誘われた。しかし沖合に出ると舟は暗礁に乗り上げ、泳げないギッリングは溺死してしまった。ドグヴェルの兄弟は舟を元通りにして漕いで戻った。夫の死を知ると妻が大声で泣いたため、彼が死んだ場所へ誘い、出かけ掛けに戸口を通るところで彼女の頭へ石臼を落として殺害した。
スットゥングは、両親に起こった事態を悟るとフィアラルとガラールを捕まえ、満潮時には海中に沈む岩に縛り付けた。2人はスットゥングに命乞いをし、魔法の蜜酒を彼に提供した。スットゥングは蜜酒を受け取ると、それを見張りをさせる自分の娘グンロズと一緒に山の中に隠した。
さて、オーディンは、最終的に蜜酒を入手することに決めた。彼はスットゥングの弟、バウギのために、農民として夏の間中働き、それから、蜜酒の数口分を要求した。バウギが山に穴を開けると、オーディンは蛇に変身し、内部に滑り込んだ。内部ではグンロズが蜜酒を守っていたので、オーディンは彼女を口説いて3夜を共にし、自分に3口分だけ譲ってくれるように彼女を説得し、ついに彼女が応じた。オーディンはその蜜酒を全部飲み込み、鷲に変身して逃げた。スットゥングは彼を追いかけたが蜜酒を取り戻すことはできなかった。

## 備考
土星の衛星スットゥングル(Suttungr) は、2003年から2005年にかけてのオリジナルの綴りがSuttungであった。